# Biomecánica (teatro)

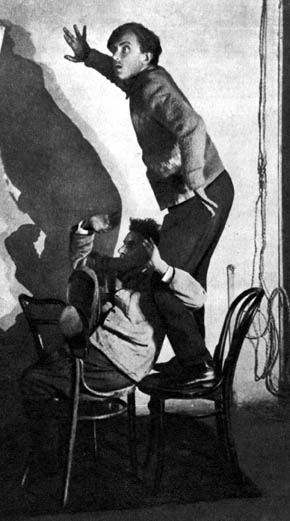
Erast Garin y Vsévolod Meyerhold en el ensayo de El inspector general (1926)

En teatro, la biomecánica o método del actor biomecánico, es un sistema para la formación del actores basado en conectar procesos fisiológicos con procesos psico-emocionales. Fue desarrollado por Vsévolod Meyerhold a partir de 1922 y su propósito es incrementar el potencial emocional de una obra de teatro y expresar pensamientos e ideas no fácilmente representadas en el teatro naturalista de su época. 
Las técnicas de la biomecánica se desarrollaron durante el apogeo del realismo socialista en la Unión Soviética (1920–1930) y se considera precursora del teatro físico. 
Su éxito jugó un papel fundamental en el “entrenamiento físico del currículum de toda escuela soviética de arte dramático ”, y aún se considera importante especialmente para números de danza y musicales.
A pesar de la falta de escenario en muchas obras de Meyerhold, «si el actor permanece en el escenario descubierto, la grandeza de teatro permanece en él». En una línea similar, Markov afirma que los constructivistas vieron el escenario «simplemente como una plataforma para mostrar la técnica externa del actor». Esto facilitó el uso de Meyerhold de la biomecánica, un sistema de actuación que se basaba en el movimiento, en lugar del lenguaje o la ilusión. Al oponerse al sistema Stanislavsky, que Meyerhold creía que «enfatizaba demasiado el espíritu y la psicologización», la biomecánica enfatizaba las «leyes elementales de los reflejos». Además del escenario que facilita esta técnica, el vestuario también fue integral. De manera constructivista, los trajes no eran extravagantes, sino que se simplificaron drásticamente, lo que permitió a los actores actuar fácilmente usando biomecánica y sin ocultar errores. Este método de actuación se presta muy bien al estilo constructivista de ser básico y lo más directo posible.
El éxito de Meyerhold con la biomecánica desempeñó un papel importante en la introducción del «entrenamiento físico en el plan de estudios de todas las escuelas de teatro soviéticas».  El entrenamiento físico para actores es un aspecto que todavía se emplea hoy, especialmente para actores que participan en números de danza y musicales.
La biomecánica teatral parte del adiestramiento que un actor debe cumplir a diario para aprender y mantener la técnica y llegar a la sistemática resolución de cada necesidad escénica. Como en cada obra de arte, la teatral se necesita de reglas «científicas» y tangibles de las cuales el actor deberá partir para rendirse creativo.

## Lectura complementaria
- Potter, Nicole (2002). "Movement for Actors," Allworth Press, 3-15.

- Datos: Q63202
- Multimedia: Biomechanics (Meyerhold) / Q63202